# I lupi attaccano in branco
I lupi attaccano in branco (titolo internazionale: Hornets' Nest) è un film di guerra del 1970 diretto da Phil Karlson e Franco Cirino.

## Trama
Nord-Italia 1944: l'intera popolazione del villaggio di Reanato viene massacrata dalle SS, perché ritenuti collaborazionisti con i partigiani.
I superstiti sono solo un gruppo di ragazzini di età compresa fra i 7 e i 14 anni, guidati da Aldo: essendo stati testimoni dell'esecuzione, i ragazzi gridano vendetta contro le SS.
Quella notte, un gruppo di paracadutisti-sabotatori dell'esercito americano arriva nelle vicinanze del paese, con lo scopo di distruggere - tramite l'aiuto dei partigiani - una diga di importanza strategica per favorire l'avanzamento dell'esercito degli Stati Uniti nell'area.
La loro zona di atterraggio viene però scoperta dai tedeschi, che uccidono tutti i paracadutisti tranne il loro capo, il tenente Turner, che in stato di incoscienza passa inosservato ai nemici quando atterra tra i rami di un albero, mentre i nazisti si impadroniscono delle dotazioni dei deceduti.
Aldo e i suoi amici soccorrono Turner nascondendolo in una grotta. Rendendosi conto che aveva bisogno di essere soccorso, rapiscono una dottoressa tedesca (Bianca), affinché presti le cure necessarie al capitano. 
Dopo l'intervento di Bianca, il capitano Turner incontra tutti gli orfani; dapprima molto sconcertato, dietro le insistenze del loro capo Aldo, Turner istruisce il ragazzino e i suoi amici sull'uso delle armi e sulle tattiche di guerra.
Turner coglie l'occasione come una seconda opportunità per completare la sua missione di sabotaggio, facendosi aiutare dai ragazzi, i quali rubano esplosivi e detonatori sequestrati dai tedeschi, anche se Aldo nasconderà i detonatori fino a quando Turner non li condurrà alla loro vendetta.

## Produzione
È stato il primo film in cui Hudson ha sfoggiato i baffi, che diventeranno una costante in molte sue apparizioni cinematografiche degli anni settanta.. Hudson è qui l'unico attore statunitense in un cast totalmente europeo. L'attore aveva già avuto successo con diversi ruoli militari, come Base Artica Zebra o Tobruk. Dopo il flop commerciale del film Operazione Crêpes Suzette, optò per una produzione più piccola, diretto dal veterano dei film di guerra Phil Karlson chiamato dalla produzione a coadiuvare il co-regista Cirino.
La protagonista femminile doveva essere in origine interpretata da Sophia Loren, ma l'attrice decise di abbandonare all'ultimo momento e fu sostituita da Sylva Koscina.
Girata in Italia, in particolare nel piacentino, la pellicola ebbe come location per alcuni interni il Castello di Rivalta, la località del Castello di Monticello di Gazzola (più precisamente la frazione La Nera con il caratteristico laghetto), sempre in provincia di Piacenza; mentre le scene finali furono girate presso la Diga di Mignano, nelle vicinanze di Lugagnano Val d'Arda 

## Critica
Il film subì feroci critiche per la violenza presente nel film, in un particolare cocktail fra bambini, armi e sparatorie. Nonostante fosse ambientato nel 1944, il look dei protagonisti è tipicamente anni '70: in particolare la pettinatura di Hudson è difficilmente credibile per un militare dell'epoca.